# Совін (Люблінське воєводство)
Совін (пол. Sowin) — село в Польщі, у гміні Парчів Парчівського повіту Люблінського воєводства.
Населення — 196 осіб (2011).
У 1975-1998 роках село належало до Білопідляського воєводства.

## Демографія
Демографічна структура станом на 31 березня 2011 року:
|          | Загалом | Допрацездатний вік | Працездатний вік | Постпрацездатний вік |
| -------- | ------- | ------------------ | ---------------- | -------------------- |
| Чоловіки | 92      | 14                 | 72               | 6                    |
| Жінки    | 104     | 24                 | 61               | 19                   |
| Разом    | 196     | 38                 | 133              | 25                   |